# Powiat Miński
Der Powiat Miński ist ein Powiat (Kreis) in der polnischen Woiwodschaft Masowien. Der Powiat hat eine Fläche von 1164,35 Quadratkilometern, auf der 139.201 Einwohner leben. Die Bevölkerungsdichte beträgt 120 Einwohner auf einem Quadratkilometer (2004).

## Gemeinden
Der Powiat umfasst dreizehn Gemeinden, davon zwei Stadtgemeinden, sieben Stadt-und-Land-Gemeinden und vier Landgemeinden.

### Stadtgemeinden
- Mińsk Mazowiecki
- Sulejówek

### Stadt-und-Land-Gemeinden
- Cegłów
- Dobre
- Halinów
- Kałuszyn
- Latowicz
- Mrozy
- Siennica

### Landgemeinden
- Dębe Wielkie
- Jakubów
- Mińsk Mazowiecki
- Stanisławów